# 莱萨尔克 (瓦尔省)
莱萨尔克（法語：Les Arcs，法語發音：[le.z‿aʁk]），亦常称阿爾讓河畔莱萨尔克（Les Arcs-sur-Argens），是法国普罗旺斯-阿尔卑斯-蓝色海岸大区瓦尔省的一个市镇，位于该省中部，属于德拉吉尼昂区。

## 地理
莱萨尔克（43°27'48"N, 6°28'44"E）面积54.26 平方千米，位于法国普罗旺斯-阿尔卑斯-蓝色海岸大区瓦尔省，该省份为法国东南部沿海省份，北起上普罗旺斯阿尔卑斯省，西北角与沃克吕兹省接壤，西接罗讷河口省，南濒地中海，东临滨海阿尔卑斯省。
与莱萨尔克接壤的市镇（或旧市镇、城区）包括：德拉吉尼昂、拉莫特、勒米、塔拉多、普罗旺斯地区特朗斯、维多邦。
莱萨尔克的时区为UTC+01:00、UTC+02:00（夏令时）。

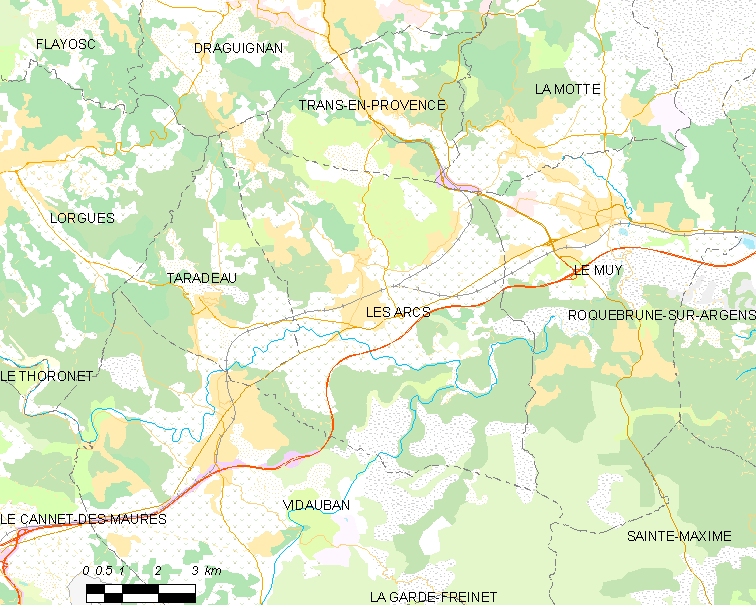
莱萨尔克的OSM定位图

## 行政
莱萨尔克的邮政编码为83460，INSEE市镇编码为83004。

## 政治
莱萨尔克所属的省级选区为维多邦县。

## 交通
莱萨尔克-德拉吉尼昂站是这一地区的一个重要铁路车站。

## 人口

1962-2008年间莱萨尔克人口变化图示

莱萨尔克于2022年1月1日时的人口数量为7844人。